# 소우리촌
소우리촌(佐布里村)은 일본 아이치현 지타군에 설치되었던 촌이다. 현재의 지타시의 일부에 해당한다.